# Station Northfield
Northfield is een spoorwegstation van National Rail in Northfield, Birmingham in Engeland. Het station is eigendom van Network Rail en wordt beheerd door West Midland Trains. Het station is geopend in 1870.